# 徐鸣 (画家)
徐鸣，祖籍浙江奉化，澳大利亚、加拿大华人画家。擅长油画。

## 生平
祖籍浙江宁波奉化县。早年毕业于南京轻工美术专科学校。后赴香港研习绘画，毕业于香港岭南艺苑。1967年，赴新疆旅居绘画。1980年，移民澳大利亚。1985年，入澳大利亚籍，并赴台湾举办画展，是当时首位在台办画展的中国大陆画家。1986年，移民加拿大，移居卑诗省温哥华至今。

## 艺术
幼年受身为医生、收藏家父亲的影响。绘画受傅抱石水墨画和欧洲印象派大师影响。艺术结合东方水墨画淋漓剔透和西方“印象派”，创造新风格“意象画派”，在北京、台湾台北设有画室。曾在国际美展多次获奖。其作品被选为2008年北京夏季奥运会邮票首日封，被多国美术馆收藏，也被中国人民大会堂收藏。是世界华人艺术家协会理事，加拿大艺术家协会会员，澳洲华人美术协会创会理事。现任联合国世界文化艺术发展基金会书画艺术委员会艺术总监，中国国际文化艺术交流促进会副会长、艺术总监。

## 代表著作
- 《自然神韵的探求者——徐鸣画集》
- 《回归自然——温哥华植物园·徐鸣》